# Crucianella bithynica
Crucianella bithynica är en måreväxtart som beskrevs av Pierre Edmond Boissier. Crucianella bithynica ingår i släktet Crucianella och familjen måreväxter. Inga underarter finns listade i Catalogue of Life.